# Varietat pseudoriemanniana

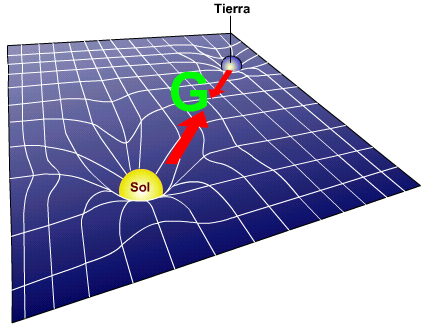
Matemàticament l'espai-temps corbat que fa servir la teoria de la relativitat és un varietat pseudoriemanniana amb curvatura que en fa la densitat d'energia-impuls.

A geometria diferencial, una varietat pseudoriemanniana és una varietat diferenciable equipada amb un tensor mètric (0,2)-diferenciable, simètric, que és no degenerat en cada punt de la varietat. Aquest tensor es diu un tensor mètric pseudoriemannià ia diferència d'un tensor mètric riemanniana no ha de ser definit positiu. De fet la varietats pseudoriemannianes generalitzen el concepte de varietat riemannana.
Un tipus especial de varietat pseudoriemanniana són les bandes lorentzianas o varietats de Lorentz (en honor de Hendrik Lorentz). Aquestes varietats tenen la propietat de tenir signatura (1,n-1) quan la varietat té dimensió  n . Les varietats lorentzianas tenen el seu interès en la teoria de la relativitat general, ja que un dels supòsits bàsics és que l'espaitemps pot modelitzar com una varietat pseudoriemanniana de quatre dimensions de signatura (3,1), és a dir, la varietat pugui interpretar-se com formada per 3 dimensions espacials i una temporal.

## Varietats Riemannianes i pseudoriemannianes
La diferència clau entre una mètrica riemanniana i una mètrica pseudoriemanniana és que una mètrica pseudoriemanniana no necessita ser definida positiva sinó, simplement, no degenerada. Com que cada forma definida positiva és també no degenerada, una mètrica riemanniana és un cas especial de pseudoriemannià. Així les varietats pseudoriemannianes es poden considerar generalitzacions de les varietats de Riemann.
Cada forma no degenerada, simètrica bilineal té una signatura fixa (p,q). Aquí p i q denoten el nombre dels valors propis positius i negatius de la forma. La signatura d'una varietat pseudoriemanniana és justa la signatura del mètric (un ha d'insistir que la signatura està igual a cada component connex). Noteu que  p + q  =  n  és la dimensió de la varietat. Els varietats de Riemann són simplement aquests amb la signatura (n,0).
L'espai model per a una varietat pseudoriemanniana de signatura (p,q) és R  p, q  amb la mètrica

(1){\displaystyle g=dx_{1}\otimes dx_{1}+\cdots +dx_{p}\otimes dx_{p}-dx_{p+1}\otimes dx_{p+1}-\cdots -dx_{p+q}\otimes dx_{p+q}},

Alguns teoremes bàsics de la geometria de Riemann es poden generalitzar al cas pseudoriemannià. En particular, el teorema fonamental de la geometria de Riemann és veritat en les varietats pseudoriemannianes també. Això permet que es parli de la connexió de Levi-Civita en una varietat pseudoriemanniana juntament amb el tensor associat de curvatura. D'altra banda, hi ha molts teoremes en la geometria de Riemann que no se sostenen en el cas generalitzat. Per exemple, no és veritat que cada varietat diferenciable admet una mètrica pseudoriemanniana d'una signatura donada; hi ha diverses obstruccions topològiques.

## Varietats de Lorentz
Les mètriques pseudoriemannianes de signatura (p,1) (o, de vegades (1,q), considerant la convenció de signe) es diuen mètriques de Lorentz. Un varietat equipada d'una mètrica de Lorentz naturalment s'anomena una varietat de Lorentz. Després de les varietats de Riemann, les varietats de Lorentz, formen la subclasse més important de les varietats de Riemann. Són importants a causa dels seus usos físics per a la teoria de la relativitat general. Una assumpció principal de la relativitat general és que l'espaitemps es pot modelar com a varietat de Lorentz de la signatura (3,1).
Així doncs, l'espai euclidià  R    n   es pot pensar com la varietat model de Riemann, l'espai de Minkowski  R    p , 1  amb la mètrica chata de Minkowski és la varietat model de Lorentz.

## Geodèsiques
Una propietat important de les varietats pseudoriemannianes és que en elles les corbes geodèsiques o corbes de mínima curvatura no tenen per què ser localment corbes de mínima longitud, sinó simplement extremal de les equacions d'Euler-Lagrange, és a dir, corbes que poden ser localment de màxima o de mínima "longitud" (de fet, el nom longitud pot ser incorrecte, ja que ens referim a una magnitud que generalitza la longitud d'una corba i pot ser positiva, negativa o zero).